# Flaming Lamborghini
El Flaming Lamborghini (lit. en inglés, «Lamborghini en llamas») o Lamborghini flameante es un cóctel de Baileys, Curaçao, Kahlúa y Sambuca que se sirve flameado. Hay varias formas de presentar este cóctel; una manera icónica es en torre, una copa sobre otra (ver imagen).

## Historia
Se desconoce la autoría de Flaming Lamborghini, pero muchos lugares se declaran como «el origen del Flaming Lamborghini» como, por ejemplo, el Flames de Íos (Grecia).

## Preparación
Los ingredientes para preparar un Lamborghini Flaming tradicional son principalmente cuatro:
- Sambuca
- Kahlúa
- Baileys (que algunos reemplazan con leche para disminuir el contenido de alcohol)
- Curaçao

Para preparar el cóctel, también necesita tres vasos: dos de trago corto y uno de trago largo. El sambuca y la Kahlúa se vierten en partes iguales en el vaso grande, tratando de humedecer los bordes internos del vaso con el sambuca.
Los ingredientes restantes se vierten en los otros dos vasos: Baileys en uno y Curaçao azul en el otro. Antes de consumir el cóctel, se le prende fuego y se bebe con una pajita (a ser posible ignífuga, como de metal) mientras, tan pronto como comience a beber, el barman deberá verter los otros dos vasos en el más grande, apagando el cóctel.
Según la tradición, el cóctel se debe beber de un trago. Existen pequeñas variaciones que consisten en verter un poco de azúcar cuando se apaga el fuego para tener un pequeño efecto caramelizado El cóctel debe prepararse exclusivamente bajo la supervisión de un experto. 
Otras variaciones de este cóctel sustituyen el licor de café por Galliano o agregan un caballito extra de este licor italiano con sabor a vainilla. Esta variante está presente en varios clubes en el área de Soho de Londres.